# Louis Gressier
Louis Gressier (Boulogne-sur-Mer, 12 de mayo de 1897-Boulogne-sur-Mer, 14 de enero de 1959) fue un deportista francés que compitió en remo. Participó en los Juegos Olímpicos de París 1924, obteniendo una medalla de plata en la prueba de cuatro con timonel.

## Palmarés internacional
| Juegos Olímpicos | Juegos Olímpicos | Juegos Olímpicos | Juegos Olímpicos   |
| Año              | Lugar            | Medalla          | Prueba             |
| ---------------- | ---------------- | ---------------- | ------------------ |
| 1924             | París (Francia)  | Medalla de plata | Cuatro con timonel |